# Léoville (Charente-Maritime)
Léoville ist eine französische Gemeinde mit 301 Einwohnern (Stand: 1. Januar 2022) im Département Charente-Maritime in der Region Nouvelle-Aquitaine (vor 2016 Poitou-Charentes); sie gehört zum Arrondissement Jonzac und zum Kanton Jonzac. Die Einwohner werden Léovillois genannt.

## Geographie
Léoville liegt etwa 69 Kilometer nördlich von Bordeaux. Umgeben wird Léoville von den Nachbargemeinden Saint-Médard im Norden und Nordwesten, Mortiers im Norden, Baignes-Sainte-Radegonde im Osten, Vanzac im Südosten, Messac im Süden, Chaunac im Südwesten sowie Fontaines-d’Ozillac im Westen.

## Bevölkerungsentwicklung
| Jahr                       | 1962 | 1968 | 1975 | 1982 | 1990 | 1999 | 2006 | 2017 |
| Einwohner                  | 354  | 331  | 272  | 276  | 264  | 300  | 308  | 312  |
| Quellen: Cassini und INSEE |      |      |      |      |      |      |      |      |

## Sehenswürdigkeiten
- Kirche Saint-Christophe, Monument historique seit 2000
- Schloss Puyrigaud

Siehe auch: Liste der Monuments historiques in Léoville (Charente-Maritime)

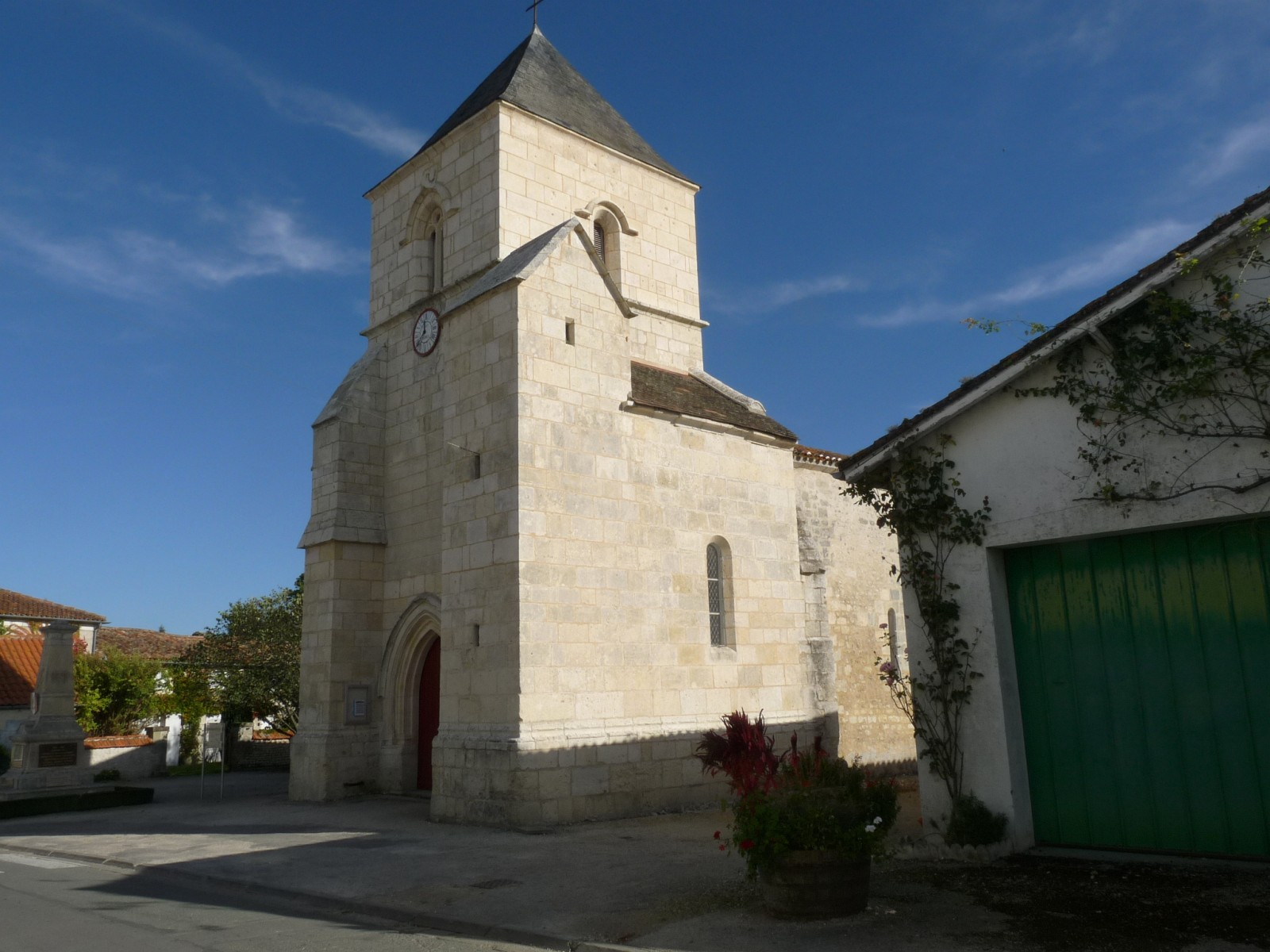
Kirche Saint-Christophe
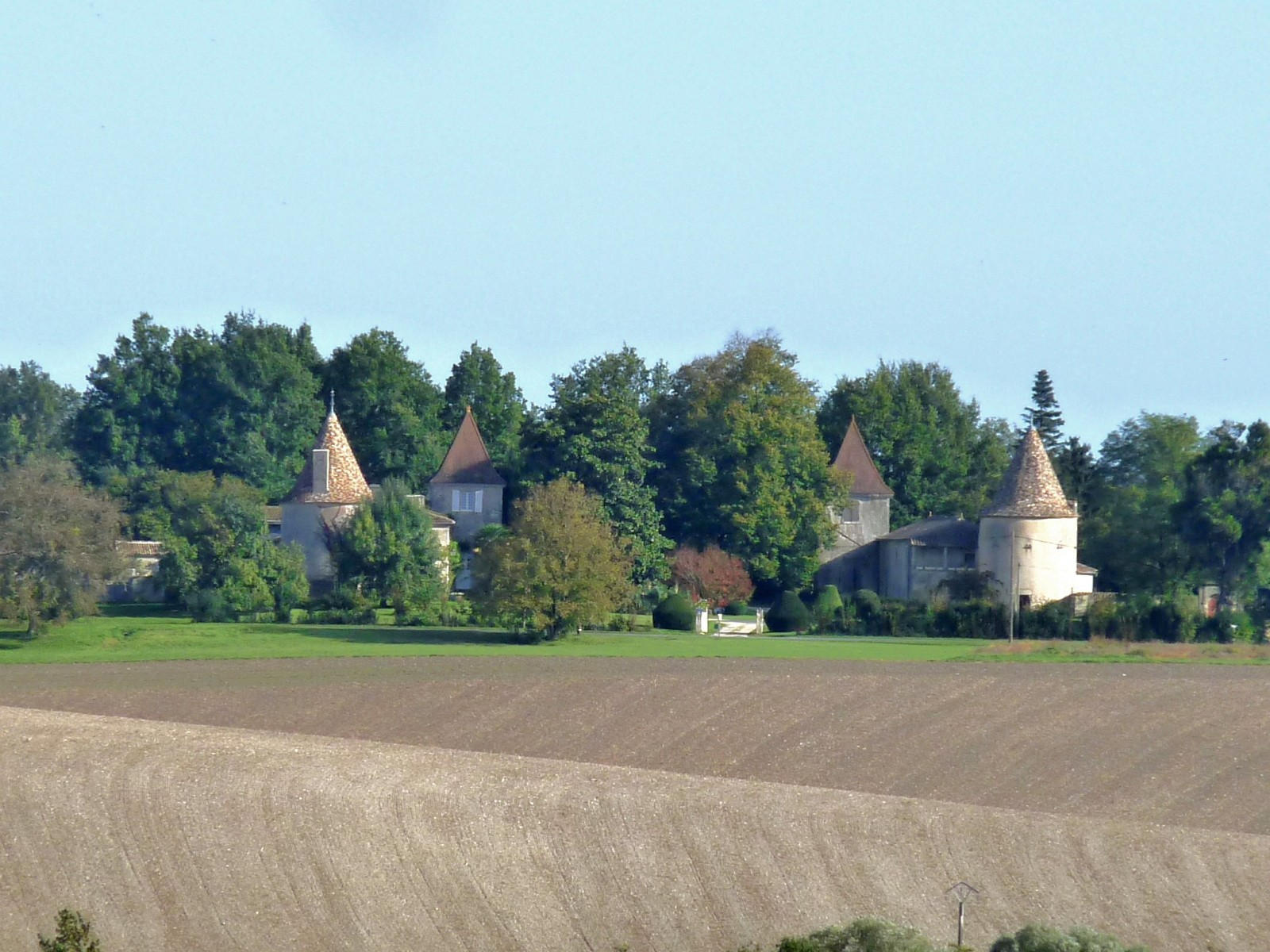
Schloss Puyrigaud